# Phragmatobia fulminans
Phragmatobia fulminans är en fjärilsart som beskrevs av Bang-haas 1927. Phragmatobia fulminans ingår i släktet Phragmatobia och familjen björnspinnare. Inga underarter finns listade i Catalogue of Life.